# Абінгтон (Коннектикут)
А́бінгтон (англ. Abington) — селище у США на сході штату Коннектикут, за 26 км до північний схід від р. Віллімантик.
Тут розташована одна з найстаріших церков у штаті (1751) та одна з перших публічних бібліотек (1793).